# Fernando Daza Osorio

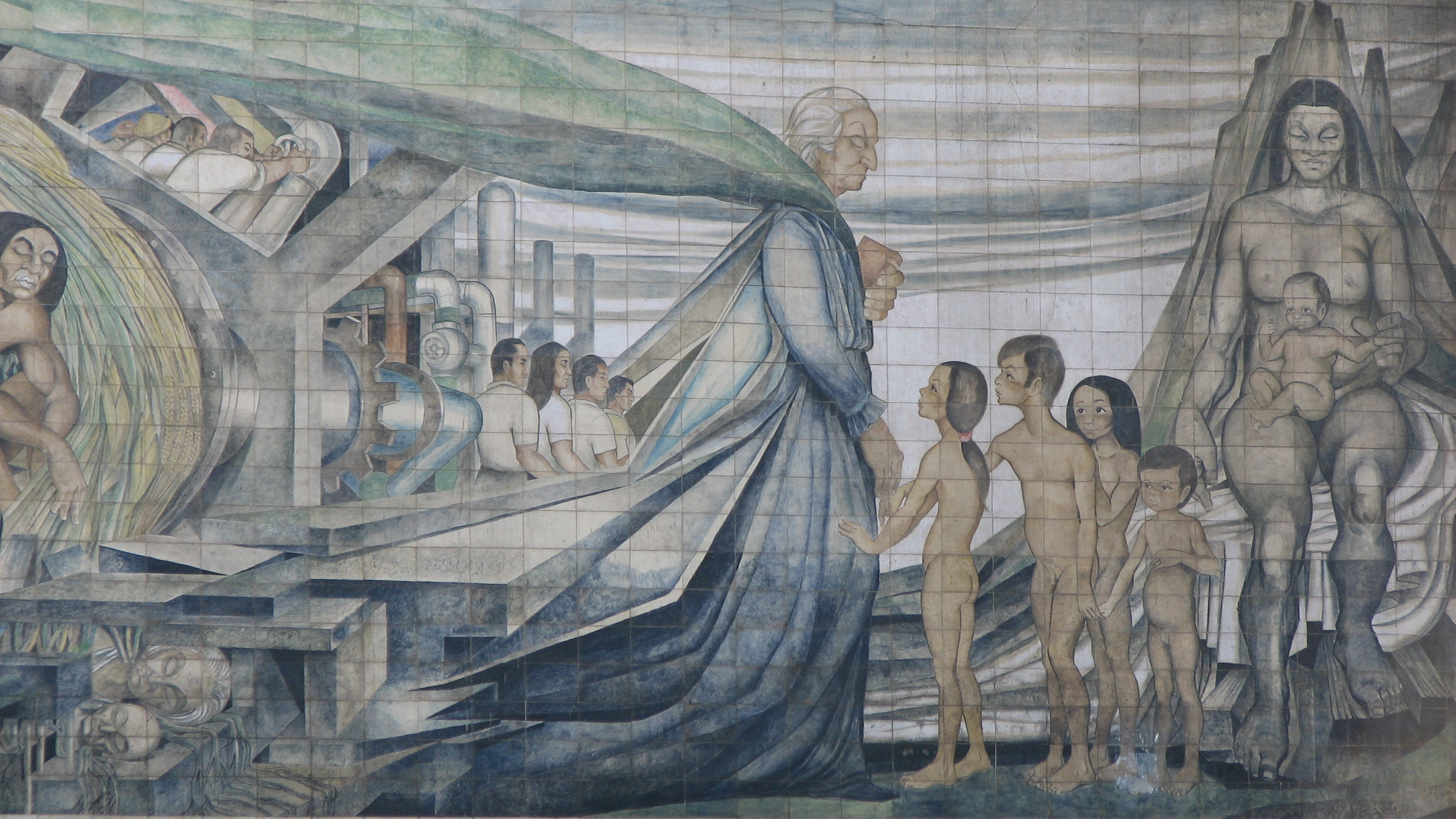
Mural en homenaje a Gabriela Mistral, realizado en cerámica.

Fernando Daza Osorio (Santiago, 1 de mayo de 1930-ibídem, 17 de febrero de 2016) fue un pintor muralista chileno, con una larga trayectoria nacional e internacional. En sus inicios, también trabajó como historietista.

## Primeros años de vida
Ingresó a la Escuela de Bellas Artes en 1951. Fue alumno de Pablo Burchard, Gregorio de la Fuente y Marta Colvin.

## Vida artística
En 1976 se autoexilió en Venezuela y más tarde se radicó en Miami (Estados Unidos).
Daza ha sido considerado entre los más importantes muralistas chilenos. Fue el creador de la obra-mural Homenaje a la Premio Nobel de Literatura 1945, la chilena Gabriela Mistral, pintado sobre piezas cerámicas y ubicado a un costado del cerro Santa Lucía, en Santiago. Sus obras murales de características épicas y monumentales se relacionan con el muralismo mexicano, que ejerció gran influencia en Chile desde la década de 1960. Junto al de Gabriela Mistral, en Chile tiene otros dos murales: A los trabajadores (1972), de 50 metros cuadrados, en Manufacturas Ex Sumar, y La búsqueda (1973), de 200 metros cuadrados, en el Club la República, un edificio de la masonería de Chile, a la que perteneció por más de cuarenta años.
Su dominio del dibujo quedó demostrado en su trabajo como caricaturista, que compartió con los más grandes creadores chilenos, entre ellos Pepo y Jimmy Scott. Destacó además por su colaboración en diversas publicaciones, como la revista Topaze y el diario estadounidense The Miami Herald.
Luego de radicarse en Miami, abordó en obras posteriores el tema de la guerra, recurriendo a las figuras de la mujer y del niño como símbolos de quienes reniegan de la guerra. Realizado murales con la técnica al fresco en Canadá, Estados Unidos y Venezuela.
Estaba trabajando en su taller, dibujando al poeta Pablo Neruda, para una nueva muestra sobre los dos chilenos ganadores de premios Nobel.